# Club Atlético River Plate 1976
Questa voce raccoglie le informazioni riguardanti il Club Atlético River Plate nelle competizioni ufficiali della stagione 1976.

## Stagione
Il tortuoso sistema dei campionati argentini porta il River Plate a dover affrontare, nel campionato Metropolitano, due gruppi, uno preliminare e uno definitivo, inteso a determinare il vincitore del torneo. Superato al primo posto il gruppo iniziale, termina il secondo in quinta posizione. Nel Nacional, giunge a disputare il Superclásico della finale sul campo neutro dell'Estadio Juan Domingo Perón contro il Boca Juniors; decisivo fu il gol di Suñé.

## Maglie e sponsor
Lo sponsor tecnico per la stagione 1976 è Adidas
| Casa | Trasferta |

## Rosa
| N. |                      | Ruolo | Calciatore           |
| -- | -------------------- | ----- | -------------------- |
|    | Argentina (bandiera) | P     | Ubaldo Fillol        |
|    | Argentina (bandiera) | P     | Luis Landaburu       |
|    | Argentina (bandiera) | D     | Héctor Bargas        |
|    | Argentina (bandiera) | D     | Pablo Comelles       |
|    | Argentina (bandiera) | D     | Daniel Lonardi       |
|    | Argentina (bandiera) | D     | Daniel Passarella    |
|    | Argentina (bandiera) | D     | José Luis Pavoni     |
|    | Argentina (bandiera) | D     | Hugo Pena            |
|    | Argentina (bandiera) | D     | Rodolfo Raffaelli    |
|    | Argentina (bandiera) | D     | Alberto Urquiza      |
|    | Argentina (bandiera) | D     | Fernando Zappia      |
|    | Argentina (bandiera) | C     | Rubén Bruno          |
|    | Argentina (bandiera) | C     | Omar Labruna         |
|    | Argentina (bandiera) | C     | Héctor Osvaldo López |

| N. |                      | Ruolo | Calciatore            |
| -- | -------------------- | ----- | --------------------- |
|    | Argentina (bandiera) | C     | Juan José López       |
|    | Argentina (bandiera) | C     | Reinaldo Merlo        |
|    | Argentina (bandiera) | C     | Francisco Russo       |
|    | Argentina (bandiera) | C     | Alejandro Sabella     |
|    | Argentina (bandiera) | A     | Norberto Alonso       |
|    | Argentina (bandiera) | A     | Jorge Bianco          |
|    | Argentina (bandiera) | A     | Alberto Beltrán       |
|    | Argentina (bandiera) | A     | Victorio Cocco        |
|    | Argentina (bandiera) | A     | Pedro Alexis González |
|    | Argentina (bandiera) | A     | Ricardo Lazbal        |
|    | Argentina (bandiera) | A     | Oscar Ortiz           |
|    | Argentina (bandiera) | A     | Leopoldo Luque        |
|    | Argentina (bandiera) | A     | Oscar Más             |

## Statistiche

### Statistiche di squadra
| Competizione               | Punti | Totale | Totale | Totale | Totale | Totale | Totale | DR  |
| Competizione               | Punti | G      | V      | N      | P      | Gf     | Gs     | DR  |
| -------------------------- | ----- | ------ | ------ | ------ | ------ | ------ | ------ | --- |
| Campionato - Metropolitano | 27+13 | 22+11  | 12+3   | 3+7    | 7+1    | 43+13  | 26+11  |     |
| Campionato - Nacional      | 24    | 16     | 10     | 4      | 2      | 31     | 14     | +17 |
| Totale                     | -     |        |        |        |        |        |        | -   |